# Sterpo
Sterpo is een gehucht (frazione) in de Italiaanse gemeente Bertiolo. Er wonen 23 mensen. 